# Johnny and Mary
Johnny and Mary is een nummer van de Britse zanger Robert Palmer uit 1980. Het is de eerste single van zijn zesde studioalbum Clues.

## Achtergrondinformatie
"Johnny and Mary" gaat over een stel dat een eenvoudig leven leidt met vaste patronen, zonder al te veel uitdaging. Palmer woonde op de Bahama's toen hij het nummer schreef. De populatie daar bestond uit veel mensen die daarheen verhuisden in de hoop dat dat hun problemen zou oplossen, maar wat hun problemen juist alleen maar vergrootte.
Op dit nummer en andere nummers van het album Clues gebruikte Palmer veel synthesizers om de muziek mee te maken, waardoor hij een nieuw geluid creëerde dat baanbrekend was, maar destijds ook vreemd voor veel luisteraars. Het nummer werd met een 44e positie een bescheiden hit in het Verenigd Koninkrijk, waar de New wave aan populariteit won, maar in Amerika werd het een flop. In de Nederlandse Top 40 bereikte het nummer de 21e positie, terwijl het in de Vlaamse Radio 2 Top 30 succesvoller was met een 8e positie.

## Tracklijst
- "Johnny and Mary" - 3:59
- "What's It Take?" - 2:43